# 休斯顿 (阿拉斯加州)
休斯顿（英語：Houston），是美国阿拉斯加州的一座城市。该市的人口在2000年为1202人，2010年有1912人。人口在阿拉斯加州排行第24。